# Premio Planeta
El Premio Planeta de Novela, más conocido simplemente como Premio Planeta, es un premio literario comercial otorgado desde 1952 por la editorial Planeta a la mejor obra inédita escrita en idioma castellano. Fue creado por el fundador de la editorial, José Manuel Lara Hernández. Este premio no debe confundirse con los que otorgan las filiales de Planeta en algunos países latinoamericanos, como por ejemplo, el extinto Premio Planeta Argentina.
Es el premio literario con mayor dotación económica del mundo, con 1 000 000 de euros para el ganador y 200 000 € para el finalista, superando al Premio Nobel de Literatura (que tiene una dotación de aproximadamente 995 000 €). Se falla cada 15 de octubre por la noche, festividad de Santa Teresa, onomástica de la esposa del fundador, María Teresa Bosch, fallecida en 2003.

## Lista de ganadores y finalistas
| Año  | Ganador                                                                                     | Obra                                  | Finalista                                      | Obra                                             |
| ---- | ------------------------------------------------------------------------------------------- | ------------------------------------- | ---------------------------------------------- | ------------------------------------------------ |
| 1952 | Juan José Mira                                                                              | En la noche no hay caminos            | Severiano Fernández Nicolás                    | Tierra de promisión                              |
| 1953 | Santiago Lorén                                                                              | Una casa con goteras                  | Antonio Ortiz Muñoz                            | Otros son los caminos                            |
| 1954 | Ana María Matute                                                                            | Pequeño teatro                        | Ignacio Aldecoa                                | El fulgor y la sangre                            |
| 1955 | Antonio Prieto                                                                              | Tres pisadas de hombre                | Mercedes Salisachs                             | Carretera intermedia                             |
| 1956 | Carmen Kurtz                                                                                | El desconocido                        | Raúl Grien                                     | A fuego lento                                    |
| 1957 | Emilio Romero                                                                               | La paz empieza nunca                  | Elisa Brufal                                   | Siete puertas                                    |
| 1958 | Fernando Bermúdez de Castro y Rebellón                                                      | Pasos sin huellas                     | Julio Manegat                                  | La ciudad amarilla                               |
| 1959 | Andrés Bosch                                                                                | La noche                              | José María Castillo                            | El grito de la paloma                            |
| 1960 | Tomás Salvador                                                                              | El atentado                           | Manuel San Martín                              | El borrador                                      |
| 1961 | Torcuato Luca de Tena                                                                       | La mujer de otro                      | Sempronio (pseudónimo de Andrés Avelino Artís) | La oración del diablo                            |
| 1962 | Ángel Vázquez                                                                               | Se enciende y se apaga una luz        | Juan Antonio Usero                             | El pozo de los monos                             |
| 1963 | Luis Romero                                                                                 | El cacique                            | Víctor Chamorro                                | El santo y el demonio                            |
| 1964 | Concha Alós                                                                                 | Las hogueras                          | Vizarco (pseudónimo de Víctor Chamorro)        | El adúltero y Dios                               |
| 1965 | Rodrigo Rubio                                                                               | Equipaje de amor para la tierra       | Julio Manegat                                  | Spanish Show                                     |
| 1966 | Marta Portal                                                                                | A tientas y a ciegas                  | Santiago Moncada                               | El stress                                        |
| 1967 | Ángel María de Lera                                                                         | Las últimas banderas                  | Eugenio Juan Zappietro                         | Tiempo de morir                                  |
| 1968 | Manuel Ferrand                                                                              | Con la noche a cuestas                | Pedro Entenza                                  | No hay aceras                                    |
| 1969 | Ramón J. Sender                                                                             | En la vida de Ignacio Morel           | Manuel Scorza                                  | Redoble por Rancas                               |
| 1970 | Marcos Aguinis                                                                              | La cruz invertida                     | Luis de Castresana                             | Retrato de una bruja                             |
| 1971 | José María Gironella                                                                        | Condenados a vivir                    | Ramiro Pinilla                                 | Seno                                             |
| 1972 | Jesús Zárate                                                                                | La cárcel                             | Hilda Perera                                   | El sitio de nadie                                |
| 1973 | Carlos Rojas                                                                                | Azaña                                 | Mercedes Salisachs                             | Adagio confidencial                              |
| 1974 | Xavier Benguerel                                                                            | Icaria, Icaria...                     | Pedro de Lorenzo                               | Gran café                                        |
| 1975 | Mercedes Salisachs                                                                          | La gangrena                           | Víctor Alba                                    | El pájaro africano                               |
| 1976 | Jesús Torbado                                                                               | En el día de hoy                      | Alfonso Grosso                                 | La buena muerte                                  |
| 1977 | Jorge Semprún                                                                               | Autobiografía de Federico Sánchez     | Ángel Palomino                                 | Divorcio para una virgen rota                    |
| 1978 | Juan Marsé                                                                                  | La muchacha de las bragas de oro      | Alfonso Grosso                                 | Los invitados                                    |
| 1979 | Manuel Vázquez Montalbán                                                                    | Los mares del Sur                     | Fernando Quiñones                              | Las mil noches de Hortensia Romero               |
| 1980 | Antonio Larreta                                                                             | Volavérunt                            | Juan Benet                                     | El aire de un crimen                             |
| 1981 | Cristóbal Zaragoza                                                                          | Y Dios en la última playa             | José María del Val                             | Llegará tarde a Hendaya                          |
| 1982 | Jesús Fernández Santos                                                                      | Jaque a la Dama                       | Fernando Schwartz                              | La conspiración del Golfo                        |
| 1983 | José Luis Olaizola                                                                          | La guerra del general Escobar         | Fernando Quiñones                              | La canción del pirata                            |
| 1984 | Francisco González Ledesma                                                                  | Crónica sentimental en rojo           | Raúl Guerra Garrido                            | El año del wolfram                               |
| 1985 | Juan Antonio Vallejo-Nágera                                                                 | Yo, el rey                            | Francisco Umbral                               | Pío XII, la escolta mora y un general sin un ojo |
| 1986 | Terenci Moix                                                                                | No digas que fue un sueño             | Pedro Casals                                   | La jeringuilla                                   |
| 1987 | Juan Eslava Galán                                                                           | En busca del unicornio                | Fernando Fernán Gómez                          | El mal amor                                      |
| 1988 | Gonzalo Torrente Ballester                                                                  | Filomeno, a mi pesar                  | Ricardo de la Cierva                           | El triángulo. Alumna de la libertad              |
| 1989 | Soledad Puértolas                                                                           | Queda la noche                        | Pedro Casals                                   | Las hogueras del rey                             |
| 1990 | Antonio Gala                                                                                | El manuscrito carmesí                 | Fernando Sánchez Dragó                         | El camino del corazón                            |
| 1991 | Antonio Muñoz Molina                                                                        | El jinete polaco                      | Néstor Luján                                   | Los espejos paralelos                            |
| 1992 | Fernando Sánchez Dragó                                                                      | La prueba del laberinto               | Eduardo Chamorro                               | La cruz de Santiago                              |
| 1993 | Mario Vargas Llosa                                                                          | Lituma en los Andes                   | Fernando Savater                               | El jardín de las dudas                           |
| 1994 | Camilo José Cela                                                                            | La cruz de San Andrés                 | Ángeles Caso                                   | El peso de las sombras                           |
| 1995 | Fernando G. Delgado                                                                         | La mirada del otro                    | Lourdes Ortiz                                  | La fuente de la vida                             |
| 1996 | Fernando Schwartz                                                                           | El desencuentro                       | Zoé Valdés                                     | Te di la vida entera                             |
| 1997 | Juan Manuel de Prada                                                                        | La tempestad                          | Carmen Rigalt                                  | Mi corazón que baila con espigas                 |
| 1998 | Carmen Posadas                                                                              | Pequeñas infamias                     | José María Mendiluce                           | Pura vida                                        |
| 1999 | Espido Freire                                                                               | Melocotones helados                   | Nativel Preciado                               | El egoísta                                       |
| 2000 | Maruja Torres                                                                               | Mientras vivimos                      | Salvador Compán                                | Cuaderno de viaje                                |
| 2001 | Rosa Regàs                                                                                  | La canción de Dorotea                 | Marcela Serrano                                | Lo que está en mi corazón                        |
| 2002 | Alfredo Bryce Echenique                                                                     | El huerto de mi amada                 | Maria de la Pau Janer                          | Las mujeres que hay en mí                        |
| 2003 | Antonio Skármeta                                                                            | El baile de la Victoria               | Susana Fortes                                  | El amante albanés                                |
| 2004 | Lucía Etxebarria                                                                            | Un milagro en equilibrio              | Ferran Torrent                                 | La vida en el abismo                             |
| 2005 | Maria de la Pau Janer                                                                       | Pasiones romanas                      | Jaime Bayly                                    | Y de repente, un ángel                           |
| 2006 | Álvaro Pombo                                                                                | La fortuna de Matilda Turpin          | Marta Rivera de la Cruz                        | En tiempo de prodigios                           |
| 2007 | Juan José Millás                                                                            | El mundo                              | Boris Izaguirre                                | Villa Diamante                                   |
| 2008 | Fernando Savater                                                                            | La Hermandad de la Buena Suerte       | Ángela Vallvey                                 | Muerte entre poetas                              |
| 2009 | Ángeles Caso                                                                                | Contra el viento                      | Emilio Calderón                                | La bailarina y el inglés                         |
| 2010 | Eduardo Mendoza                                                                             | Riña de gatos. Madrid 1936            | Carmen Amoraga                                 | El tiempo mientras tanto                         |
| 2011 | Javier Moro                                                                                 | El imperio eres tú                    | Inma Chacón                                    | Tiempo de arena                                  |
| 2012 | Lorenzo Silva                                                                               | La marca del meridiano                | Mara Torres                                    | La vida imaginaria                               |
| 2013 | Clara Sánchez                                                                               | El cielo ha vuelto                    | Ángeles González-Sinde                         | El buen hijo                                     |
| 2014 | Jorge Zepeda Patterson                                                                      | Milena o el fémur más bello del mundo | Pilar Eyre                                     | Mi color favorito es verte                       |
| 2015 | Alicia Giménez Bartlett                                                                     | Hombres desnudos                      | Daniel Sánchez Arévalo                         | La isla de Alice                                 |
| 2016 | Dolores Redondo                                                                             | Todo esto te daré                     | Marcos Chicot                                  | El asesinato de Sócrates                         |
| 2017 | Javier Sierra                                                                               | El fuego invisible                    | Cristina López Barrio                          | Niebla en Tánger                                 |
| 2018 | Santiago Posteguillo                                                                        | Yo, Julia                             | Ayanta Barilli                                 | Un mar violeta oscuro                            |
| 2019 | Javier Cercas                                                                               | Terra Alta                            | Manuel Vilas                                   | Alegría                                          |
| 2020 | Eva García Sáenz de Urturi                                                                  | Aquitania                             | Sandra Barneda                                 | Un océano para llegar a ti                       |
| 2021 | Carmen Mola (pseudónimo colectivo de Jorge Díaz, Agustín Martínez y Antonio Santos Mercero) | La Bestia                             | Paloma Sánchez-Garnica                         | Últimos días en Berlín                           |
| 2022 | Luz Gabás                                                                                   | Lejos de Luisiana                     | Cristina Campos                                | Historias de mujeres casadas                     |
| 2023 | Sonsoles Ónega                                                                              | Las hijas de la criada                | Alfonso Goizueta                               | La sangre del padre                              |
| 2024 | Paloma Sánchez-Garnica                                                                      | Victoria                              | Beatriz Serrano                                | Fuego en la garganta                             |

## Autores más laureados
- Una vez ganadora y dos veces finalista:
  - Mercedes Salisachs, ganadora en 1975 y finalista en 1955 y 1973.

- Una vez ganador y una vez finalista:
  - Fernando Sánchez Dragó, ganador en 1992 y finalista en 1990.
  - Fernando Schwartz, ganador en 1996 y finalista en 1982.
  - Maria de la Pau Janer, ganadora en 2005 y finalista en 2002.
  - Fernando Savater, ganador en 2008 y finalista en 1993.
  - Ángeles Caso, ganadora en 2009 y finalista en 1994.
  - Paloma Sánchez-Garnica, ganadora en 2024 y finalista en 2021.

- Dos veces finalista:
  - Julio Manegat, finalista en 1958 y 1965.
  - Víctor Chamorro, finalista en 1963 y 1964 (aunque en la segunda ocasión firmó con el pseudónimo de Vizarco).
  - Alfonso Grosso, finalista en 1976 y 1978.
  - Fernando Quiñones, finalista en 1979 y 1983.
  - Pedro Casals, finalista en 1986 y 1989.

## Críticas
En los últimos años su credibilidad ha sido puesta en tela de juicio desde muchos ángulos. La cuestión ha llegado al extremo de que escritores como Miguel Delibes o Ernesto Sabato renunciaron a optar al mismo (denunciando ambos que les habían ofrecido ganar la edición de 1994). Ante las afirmaciones de Delibes, José Manuel Lara Bosch afirmó que es cierto que se le invitó a participar, pero no que se le garantizara el premio, puntualizando que la única vez que Miguel Delibes participó fue con Mi idolatrado hijo Sisí (1953) pero no lo ganó.
En 2005 un tribunal argentino condenó a la editorial a pagar 10 000 pesos a Gustavo Nielsen por haberlo perjudicado en la entrega de la versión argentina del Premio Planeta, entregado por la empresa editora Espasa Calpe Argentina, que forma parte del Grupo Planeta. El premio había sido entregado a Ricardo Piglia en 1997.
También en 2005 el escritor español Juan Marsé dimitió como jurado del Premio Planeta por desavenencias con la organización. Marsé había planteado un año antes una serie de cambios que no fueron tenidos en cuenta por los organizadores.
El nombre de los autores de las novelas ganadoras se conoce días antes de su promulgación, con lo cual ha decaído el prestigio literario del galardón, en opinión del periodista César Coca.